# Aleksej Alekseevič Abrikosov
Aleksej Alekseevič Abrikosov (in russo Алексей Алексеевич Абрикосов?; Mosca, 25 giugno 1928 – Palo Alto, 29 marzo 2017) è stato un fisico russo naturalizzato statunitense.

## Biografia
Nacque a Mosca da una coppia di medici: Aleksej Ivanovič Abrikosov e Fani Abrikosova. Nel 1955 consegue la laurea in Scienze fisiche e matematiche presso l'Università di Mosca. I principali contributi si sviluppano soprattutto nella fisica della materia condensata. In particolare, Abrikosov scoprì il modo in cui il flusso magnetico riesce a penetrare all'interno di un superconduttore. Il fenomeno, noto come superconduttività di tipo II, che accompagna la disposizione delle linee di flusso, è noto come vortice di reticolo di Abrikosov. Trasferitosi negli Stati Uniti, nel 1999 ottiene la cittadinanza. È stato membro della Sezione di Scienze dei Materiali ai Laboratori Nazionali di Argonne, in Illinois, USA.

## Riconoscimenti
- Nel 1964 diventa membro dell'Accademia sovietica della Scienze, ora Accademia russa delle scienze
- Nel 1966 il Premio Lenin
- Nel 1975 riceve la Laurea honoris causa all'Università di Losanna e l'Ordine del distintivo d'onore
- Nel 1982 riceve il Premio di Stato dell'Unione Sovietica
- Nel 1987 diventa accademico dell'Accademia sovietica della Scienze, ora Accademia russa delle Scienze
- Nel 1988 riceve Ordine della Bandiera rossa del lavoro
- Nel 1989 riceve il Premio Landau
- Nel 1991 riceve il Premio John Bardeen e diventa membro onorario dell'American Academy of Arts and Sciences
- Nel 2000 diventa membro dell'Accademia nazionale delle scienze (Stati Uniti d'America)
- Nel 2001 diventa membro straniero della Royal Society
- Nel 2003 riceve il Premio Nobel per la fisica con Vitaly Ginzburg e Anthony James Leggett.